# Zonsverduistering van 18 mei 1901

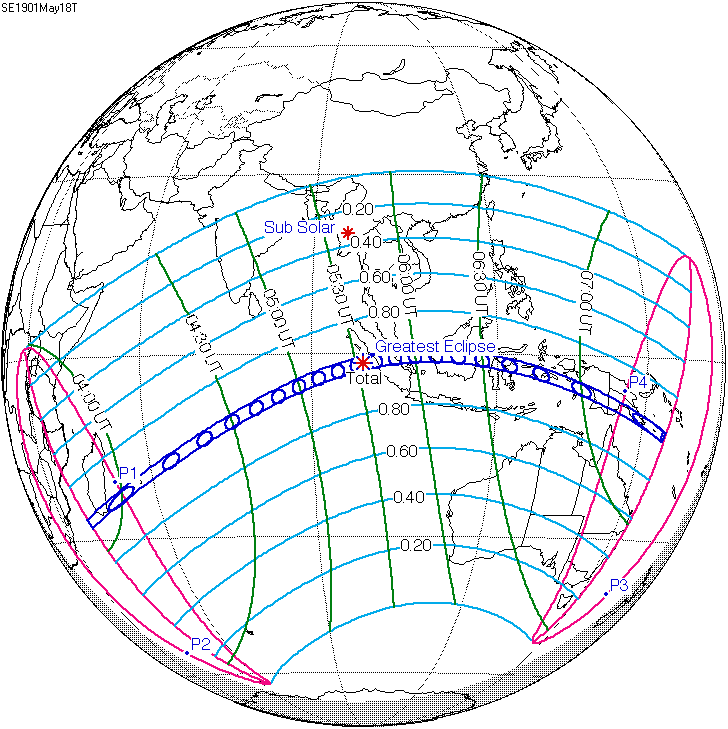
De zonsverduistering was te zien tussen de blauwe lijnen.

De totale zonsverduistering van 18 mei 1901 trok veel over zee, maar was achtereenvolgens te zien op of in deze vijf (ei)landen: Frans-Madagaskar, Réunion, Mauritius, Nederlands-Indië en Brits-Nieuw-Guinea.

## Lengte

### Maximum
Het punt met maximale totaliteit lag in zee vlak voor de kust van het eiland Pulau Siberut, dat tegenwoordig behoort tot de regio West-Sumatra van Indonesië, op coördinatenpunt 1.6905° Zuid, 98.4156° Oost en duurde 6m28,7s.

### Limieten
| Fenomeen                    | Code | Tijdstip UTC  |
| --------------------------- | ---- | ------------- |
| Eerste contact bijschaduw   | P1   | 02:59:50.4 UT |
| Eerste contact kernschaduw  | U1   | 03:56:03.5 UT |
| Kernschaduw compleet vanaf  | U2   | 03:58:59.6 UT |
| Bijschaduw compleet vanaf   | P2   | 05:03:44.7 UT |
| Maximum eclips              | GE   | 05:33:50.4 UT |
| Bijschaduw compleet t/m     | P3   | 06:04:03.3 UT |
| Kernschaduw compleet t/m    | U3   | 07:08:46.0 UT |
| Laatste contact kernschaduw | U4   | 07:11:40.0 UT |
| Laatste contact bijschaduw  | P4   | 08:07:55.0 UT |